# Shaun Livingston
Shaun Patrick Livingston (Peoria, 11 settembre 1985) è un ex cestista statunitense, professionista nella NBA.

## Carriera
Livingston, che ha frequentato la Richwoods High School e si è poi recato alla Peoria Central High School di Illinois, è stato giudicato migliore matricola durante la scuola superiore. Mette in mostra ottime doti e, visti anche la statura e il ruolo, si è guadagnato il paragone con il grande Magic Johnson. Livingston aveva accettato una borsa di studio per la Duke University, ma poi ha optato per rinunciare al college e rendersi eleggibile per il Draft del 2004, in cui i Clippers lo selezionarono con la 4ª scelta assoluta.
Livingston è più alto della media per il ruolo di playmaker (6'7", 201 centimetri) e, a causa dell'aggiunta di Sam Cassell alla regia dei Clippers, ha giocato soprattutto da guardia. È stato parte integrante dei Clippers nell'ottima stagione 2005-06.
Livingston ha registrato il suo career high negli assist (14) il 23 febbraio 2007. Nelle sue prime due stagioni NBA, giocando un totale di 91 partite, Livingston ha avuto 6,3 punti di media. Nella sua terza stagione ha segnato una media di 9,3 punti per partita, essendo uno dei pochi Clippers a migliorare rispetto alla stupefacente annata 2005-06. Il suo anno è terminato in anticipo per un infortunio che l'ha tenuto lontano dal parquet per 39 partite. Il peggio però deve ancora venire: il 26 febbraio 2007 subisce infatti un infortunio al ginocchio che lo tiene fuori per tutta la stagione e fa persino temere per la sua carriera; infatti, durante un'azione di gioco, incorre in una brutta caduta che gli provoca la rottura dei due legamenti crociati (anteriore e posteriore), del legamento collaterale mediale, del menisco laterale e, inoltre, la lussazione della rotula. C'è il rischio, secondo i medici, di amputazione della gamba.
Nel luglio del 2008 ottiene l'OK dai medici per riprendere ad allenarsi.
Il 3 ottobre 2008, diventato free agent dopo la scadenza del contratto con i Clippers, viene ingaggiato dai Miami Heat. Con la squadra della Florida gioca però solo 4 partite, dopodiché viene ceduto ai Memphis Grizzlies che però lo tagliano immediatamente.
Il 7 marzo 2009 firma per i Tulsa 66ers, squadra della D-League. Alla fine del mese riesce a tornare nella NBA, firmando un contratto pluriennale con gli Oklahoma City Thunder. Il 22 dicembre 2009 viene però tagliato dai Thunder.
Il 23 febbraio 2010 i Washington Wizards, bisognosi di una guardia, gli offrono un contratto di 10 giorni. Il 19 marzo l'accordo viene esteso fino alla fine della stagione.
Il 20 luglio 2010, scaduto il contratto con i Wizards, firma un biennale da 7 milioni di dollari con i Charlotte Bobcats.
Il 23 giugno 2011 viene ceduto ai Milwaukee Bucks in uno scambio a tre squadre che vede coinvolti anche i Sacramento Kings.
Il 26 giugno 2012 viene inserito in uno scambio che lo porta agli Houston Rockets insieme ai compagni Jon Leuer e Jon Brockman. Prima dell'inizio della stagione, però, vengono tutti e tre tagliati.
Il 15 novembre 2012 torna ai Washington Wizards, che però lo tagliano il 23 dicembre. Nel giorno di Natale i Cleveland Cavaliers gli offrono un contratto, dopo aver tagliato Donald Sloan per fargli posto.
L'11 luglio 2013 firma un contratto annuale con i Brooklyn Nets. Inizialmente riserva del playmaker titolare Deron Williams, diventa titolare a seguito del grave infortunio subito da Brook Lopez.
Il 2 luglio 2014 firma un contratto triennale da 16 milioni di dollari con i Golden State Warriors dove riesce a vincere il suo primo titolo NBA battendo nelle Finals la sua ex squadra, i Cleveland Cavaliers il 16 giugno 2015. Ha vinto l'anello nel 2016-2017 in cinque gare contro i Cleveland Cavaliers.
Nella free agency 2017 rinnova il contratto con i Golden State Warriors, grazie al taglio di stipendio che accetta Kevin Durant (questo permetterà anche il rinnovo di Andre Iguodala).
Il 9 giugno 2018 si laurea campione dell'NBA per la terza volta ancora con i Golden State Warriors che battono i Cleveland Cavaliers per 4-0, effettuando uno "sweep".

## Statistiche
| † | Denota una stagione in cui ha vinto il titolo NBA. |

### NBA

#### Regular Season
| Anno       | Squadra             | PG  | PT  | MP   | TC%  | 3P%  | TL%   | RP  | AP  | PRP | SP  | PP  |
| ---------- | ------------------- | --- | --- | ---- | ---- | ---- | ----- | --- | --- | --- | --- | --- |
| 2004-2005  | L.A. Clippers       | 30  | 15  | 27,1 | 41,4 | 0,0  | 74,6  | 3,0 | 5,0 | 1,1 | 0,4 | 7,4 |
| 2005-2006  | L.A. Clippers       | 61  | 14  | 25,0 | 42,7 | 12,5 | 68,8  | 3,0 | 4,5 | 0,8 | 0,5 | 5,8 |
| 2006-2007  | L.A. Clippers       | 54  | 31  | 29,8 | 46,3 | 31,3 | 70,7  | 3,4 | 5,1 | 1,1 | 0,5 | 9,3 |
| 2008-2009  | Miami Heat          | 4   | 0   | 10,3 | 37,5 | 0,0  | 75,0  | 0,5 | 1,0 | 0,5 | 0,0 | 2,3 |
| 2008-2009  | Oklahoma Thunder    | 8   | 1   | 23,8 | 53,8 | 0,0  | 100,0 | 3,3 | 2,0 | 0,6 | 0,3 | 7,8 |
| 2009-2010  | Oklahoma Thunder    | 10  | 0   | 13,0 | 31,3 | 0,0  | 0,0   | 2,0 | 1,3 | 0,5 | 0,2 | 1,0 |
| 2009-2010  | Wash. Wizards       | 26  | 18  | 25,6 | 53,5 | 0,0  | 87,5  | 2,2 | 4,5 | 0,5 | 0,3 | 9,2 |
| 2010-2011  | Charlotte Hornets   | 73  | 0   | 17,3 | 46,6 | 25,0 | 86,4  | 2,0 | 2,2 | 0,6 | 0,4 | 6,6 |
| 2011-2012  | Milwaukee Bucks     | 58  | 27  | 18,8 | 46,9 | 66,7 | 78,5  | 2,1 | 2,1 | 0,5 | 0,3 | 5,5 |
| 2012-2013  | Wash. Wizards       | 17  | 4   | 18,8 | 36,4 | 0,0  | 100,0 | 2,2 | 2,2 | 0,6 | 0,1 | 3,7 |
| 2012-2013  | Cleveland Cavaliers | 49  | 12  | 23,2 | 50,7 | 0,0  | 84,3  | 2,5 | 3,6 | 0,8 | 0,6 | 7,2 |
| 2013-2014  | Brooklyn Nets       | 76  | 54  | 26,0 | 48,3 | 16,7 | 82,7  | 3,2 | 3,2 | 1,2 | 0,4 | 8,3 |
| 2014-2015† | G.S. Warriors       | 78  | 2   | 18,8 | 50,0 | 0,0  | 71,4  | 2,2 | 3,3 | 0,6 | 0,3 | 5,9 |
| 2015-2016  | G.S. Warriors       | 78  | 3   | 19,5 | 53,6 | 16,7 | 86,0  | 2,2 | 3,0 | 0,7 | 0,3 | 6,3 |
| 2016-2017† | G.S. Warriors       | 76  | 3   | 17,7 | 54,7 | 33,3 | 70,0  | 2,0 | 1,8 | 0,5 | 0,3 | 5,1 |
| 2017-2018† | G.S. Warriors       | 71  | 7   | 15,9 | 50,1 | 0,0  | 82,0  | 1,8 | 2,0 | 0,5 | 0,3 | 5,5 |
| 2018-2019  | G.S. Warriors       | 64  | 0   | 15,1 | 51,9 | 0,0  | 78,4  | 1,8 | 1,8 | 0,5 | 0,4 | 4,0 |
| Carriera   | Carriera            | 833 | 191 | 20,6 | 48,6 | 17,8 | 79,4  | 2,4 | 3,0 | 0,7 | 0,4 | 6,3 |

#### Play-off
| Anno     | Squadra       | PG  | PT | MP   | TC%  | 3P%   | TL%  | RP  | AP  | PRP | SP  | PP  |
| -------- | ------------- | --- | -- | ---- | ---- | ----- | ---- | --- | --- | --- | --- | --- |
| 2006     | L.A. Clippers | 12  | 0  | 27,7 | 47,4 | 100,0 | 81,0 | 4,7 | 4,8 | 0,6 | 0,5 | 7,5 |
| 2014     | Brooklyn Nets | 12  | 10 | 27,1 | 51,2 | 100,0 | 73,0 | 3,5 | 3,3 | 0,4 | 0,4 | 9,7 |
| 2015†    | G.S. Warriors | 21  | 0  | 17,9 | 53,2 | 0,0   | 84,0 | 2,4 | 1,8 | 0,4 | 0,2 | 5,0 |
| 2016     | G.S. Warriors | 24  | 7  | 21,4 | 48,8 | 0,0   | 86,5 | 3,2 | 3,3 | 0,5 | 0,2 | 8,2 |
| 2017†    | G.S. Warriors | 14  | 0  | 15,7 | 57,6 | 0,0   | 71,4 | 2,1 | 1,4 | 0,4 | 0,1 | 5,2 |
| 2018†    | G.S. Warriors | 21  | 0  | 17,2 | 53,6 | 0,0   | 88,0 | 2,2 | 1,5 | 0,3 | 0,0 | 6,7 |
| 2019     | G.S. Warriors | 22  | 2  | 14,6 | 45,3 | 0,0   | 84,0 | 1,4 | 1,4 | 0,5 | 0,2 | 4,0 |
| Carriera | Carriera      | 126 | 19 | 19,4 | 50,7 | 28,6  | 81,9 | 2,6 | 2,4 | 0,4 | 0,2 | 6,4 |

## Palmarès
- Campionato NBA: 3

Golden State Warriors: 2015, 2017, 2018
- McDonald's All-American Game (2004)